# André Coindre

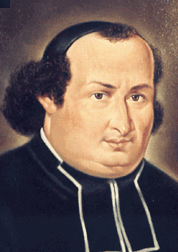
André Coindre.

El Padre André Coindre nació el 26 de febrero de 1787 en Lyon, Francia, y falleció el 30 de mayo de 1826 en Blois, Francia.
El Padre André Coindre fue fundador de la Fratres a Sacratissimo Corde Iesu (Hermanos del Sagrado Corazón), una orden religiosa católica dedicada principalmente a la educación secundaria y primaria; la hermandad también es una sociedad misionera.
Los Hermanos del Sagrado Corazón nombraron una de sus escuelas Coindre Hall en honor del fundador de la orden. La escuela funcionó en Huntington, Nueva York, desde 1939 hasta 1971
Actualmente en Chile en la comuna de San Antonio, funciona la Escuela Padre Andre Coindre, fundada el 5 de noviembre de 1969, la cual atiende a niños del sector Bellavista. A cargo de la Ilustre Municipalidad de San Antonio